# حوضه آبریز رودخانه مند و حوضه‌های بسته هرم، کاریان و خنج

موقعیت حوضه آبریز رودخانه مند و حوضه‌های بسته هرم، کاریان و خنج

حوضه آبریز رودخانه مند و حوضه‌های بسته هرم، کاریان و خنج با نام اختصاری مند و کفه‌ها یکی از حوضه‌های باز ایران است که در تقسیم‌بندی حوضه‌های آبریز ایران، حوضهٔ فرعی به شمار می‌رود و زیرمجموعهٔ حوضهٔ آبریز خلیج فارس و دریای عمان است. مساحت این حوضه، ۴۷٬۶۵۴ کیلومتر مربع و رود اصلی آن، مند است.

## جغرافیا
بخش عمدهٔ حوضهٔ مند و کفه‌ها در استان فارس و پایاب آن در استان بوشهر قرار دارد. رود اصلی آن، رود مند است که از ارتفاعات شمال غربی شیراز سرچشمه می‌گیرد و به خلیج فارس می‌ریزد. شاخهٔ اصلی آن، قره‌آغاج است و شاخهٔ مهم دیگر آن، رود فیروزآباد است. قره‌آغاج از کوه انار در روستای زنگنه بن رود سرچشمه می‌گیرد و در نزدیکی دزگاه با رود فیروزآباد که سرچشمهٔ آن، کوه دلو در جنوب غربی شیراز است، تلاقی می‌کند. در نهایت رود مند در غرب روستای زیارت وارد خلیج فارس می‌شود.
این حوضه از چند حوضهٔ بسته نیز تشکیل شده‌است که بزرگترین آن‌ها کفهٔ جویم و بنارویه است. این حوضه‌ها در شرق حوضهٔ مند و در جنوب شرقی استان فارس قرار دارند.

## زیرحوضه‌ها
برپایهٔ دستور العمل تقسیم‌بندی حوضه‌های ایران، حوضهٔ آبریز مند و کفه‌ها به زیرحوضه‌های زیر تقسیم می‌شود:
| کد  | نام اختصاری زیرحوضه | مساحت کیلومتر مربع | تعداد زیرحوضه‌ها |
| --- | ------------------- | ------------------ | --------------- |
| ۲۶۱ | رودخانه مند         | ۴۰٬۲۴۵             | ۷               |
| ۲۶۲ | کفه‌ها               | ۷٬۴۰۹              | ۵               |